# Cory Lee
Cory Uhahn Lee (Vancouver, 13 novembre 1984) è una cantante canadese.

## Biografia
Nata e cresciuta a Vancouver, all'età di quindici anni rifiutò un'offerta della divisione di Hong Kong della Sony Music per unirsi al gruppo di sole ragazze Ris-K, gruppo poco duraturo. Entusiasta di esplorare le sue radici cinesi e di vedere il mondo, nel 2002 si è unita ad un altro gruppo, le NRG, esibendosi ad Hong Kong, esperienza interrotta dalla diffusione dell'epidemia di SARD nel continente asiatico, e l'artista tornò in Canada per dedicarsi sulla sua carriera solista. 
Allineata con la casa produttrice canadese di Hipjoint, ha fatto il suo debutto con l'album What a Difference a Day Makes, uscito nel 2005 e anticipato dal singolo The Naughty Song, che ebbe un buon successo radiofonico. Nel 2006 ricevette una candidatura ai Juno Awards, in aggiunta al premio nel 2006 come Artista Pop Dell'Anno degli Indie Music Awards e due Canadian Radio Music Awards. Altro singolo estratto dal primo album fu Goodbye. Il suo secondo album è Sinful Innocence, uscito dalla WIDEawake/Universal nel febbraio del 2007. Il primo singolo No Shoes No Shirt,seguito da Ovaload, Lover's Holiday e Cold December.
Alla fine degli anni duemila ha partecipato alla serie televisiva Instant Star dalla terza stagione, dei produttori di Degrassi, Epitome Pictures, recitando nel ruolo di Karma e partecipando all'incisione delle relative colonne sonore.

## Discografia

### Album in studio
- 2005 - What a Difference a Day Makes
- 2007 - Sinful Innocence
- 2012 - Hot Pink Heart - Part One
- 2013 - Hot Pink Heart - Part Two

### EP
- 2012 - Cruel Intentions & Fashion Show

### Partecipazioni a colonne sonore
- 2007 - Songs from Instant Star 3
- 2008 - Songs from Instant Star 4
- 2009 - Instant Star: Greatest Hits

### Singoli
- 2005 - The Naughty Song
- 2005 - Goodbye
- 2007 - No Shoes, No Shirt, No Service
- 2007 - Ovaload
- 2007 - Lovers Holiday
- 2007 - Cold December
- 2011 - Best Shot (feat. Shaggy)
- 2011 - Fashion Show
- 2012 - Cruel Intentions
- 2013 - Bounce on It

## Filmografia parziale

### Cinema
- Il natale più dolce (Baking All The Way), regia di Yannick Bisson (2022)

## Doppiatrici italiane
Nelle versioni in italiano delle opere in cui ha recitato, Cory Lee è stata doppiata da:
- Perla Liberatori ne Il natale più dolce